# Agnoldomenico Pica
Agnoldomenico Pica (Padova, 1907 – Milano, 1990) è stato un architetto, pubblicista e critico d'arte italiano.

## Biografia
Dopo gli studi classici frequentò il Politecnico di Milano e si laureò in Architettura nel 1931. Lavorò presso gli studi di Paolo Mezzanotte, Ulderico Tononi e Ferdinando Reggiori, dedicandosi anche all'attività di pubblicista.
Pur rimanendo lontano dal mondo accademico ufficiale, si dedicò anche all'insegnamento presso le due scuole lombarde più innovative nel campo dell'arte e della grafica: all'Umanitaria di Milano, dove dal 1935 al 1938, fu docente di Composizione Decorativa e al prestigioso Istituto Superiore per le Industrie Artistiche di Monza dal 1934 al 1939 insegnò Storia dell'Arte.
Fu segretario del Centro Studi della Triennale di Milano con Giuseppe Pagano (e poi nel dopoguerra con Piero Bottoni); attento alla produzione architettonica fra gli anni '30 e gli anni '70 del secolo, produsse varie pubblicazioni quali Architettura moderna in Italia (1941), Architettura italiana ultima (1959), e collaborazioni a riviste del settore Domus, Casabella, Le Arti, Spazio.
Egli stesso fu progettista di qualità con il progetto per il Ponte dell'Accademia a Venezia, la Casa GIL e il relativo Stadio a Narni (1937), la Colonia Montecatini a Milano Marittima (progetto a firma Eugenio Faludi), il restauro della Chiesa di Santa Maria delle Grazie a Milano.
Acuto critico d'arte, fu sostenitore di molti artisti vicini a Corrente e alla Galleria del Milione. Amico di Sironi, ne curò mostre e cataloghi.